# Mnioes dormes
Mnioes dormes là một loài tò vò trong họ Ichneumonidae.